# Menexenos (Sohn des Demophon)
Menexenos (griechisch Μενέξενος Menéxenos; * nach 423 v. Chr.; † nach 399 v. Chr.) war ein antiker griechischer Philosoph. Er lebte in Athen und war ein Schüler des Sokrates.

## Leben
Über das Leben des Menexenos ist sehr wenig bekannt; die einzigen Quellen sind drei literarisch gestaltete Dialoge, die sein Zeitgenosse Platon verfasste. Er stammte aus einer  vornehmen Familie Athens. Die Vermutung, dass die Familie im Stadtviertel Paiania ansässig war, ist allerdings unbelegt, daher ist die Bezeichnung „Menexenos von Paiania“ nicht korrekt. Die Vorfahren des Menexenos hatten sich in der Politik hervorgetan. Ob sein Vater Demophon mit einem anderen Träger dieses Namens, der ein Großneffe des berühmten Staatsmanns Perikles war, identifiziert werden kann, ist in der Forschung umstritten; diese Hypothese ist problematisch und hat sich bisher nicht durchgesetzt. Menexenos hatte einen Verwandten namens Ktesippos, der ebenfalls Schüler des Sokrates war und in zwei Dialogen Platons als Gesprächsteilnehmer auftritt. Ktesippos brachte Menexenos, als dieser noch ein Knabe war, die Eristik bei. Eng befreundet war Menexenos mit Lysis, nach dem Platons Dialog Lysis benannt ist.
Als junger Mann erwog Menexenos, politisch aktiv zu werden, was im demokratischen Athen mit einer Tätigkeit als Redner verbunden war, und ein Amt anzustreben. Nach Platons Angaben machte er diesen Schritt aber davon abhängig, dass Sokrates ihn billigte.
Einer der drei Söhne des Sokrates, wohl der jüngste, hieß Menexenos. Dieser Menexenos wurde spätestens 402 geboren. Vermutlich benannte ihn Sokrates nach seinem Schüler, was dafür spricht, dass der Philosoph Menexenos zum engsten Umkreis des Sokrates – vielleicht auch zu dessen Verwandtschaft – gehörte.
Beim Tod des Sokrates im Jahr 399 war Menexenos, wie Platon bezeugt, zusammen mit Ktesippos unter den Anwesenden.

## Rolle in literarischen Dialogen
In Platons Dialogen Lysis und Menexenos tritt Menexenos als Gesprächspartner des Sokrates auf; der Menexenos ist nach ihm benannt. Im Lysis ist er noch ein selbstbewusster, etwas dreister Knabe und einer von fünf Dialogteilnehmern. Hier stellt ihn Platon als schlauen Debattierer dar, der sich auf die Kunst der Widerlegung versteht. Im Menexenos ist er bereits ein junger Mann und der einzige Gesprächspartner des Sokrates, dem er sich als Schüler angeschlossen hat; sein Auftreten ist bescheiden, in seiner Lebensplanung orientiert er sich am Rat seines Lehrers.
Einer Forschungshypothese zufolge ist der Menexenos, der in dem nach ihm benannten Dialog auftritt, nicht mit der gleichnamigen Person im Lysis identisch, sondern es ist der inzwischen herangewachsene Sohn des Sokrates gemeint. Diese Hypothese soll den krassen Anachronismus des Dialogs Menexenos teilweise beheben (in dem literarischen Werk lässt Platon Sokrates auf Ereignisse Bezug nehmen, die sich lange nach dem Tod des historischen Sokrates abspielten; damals müsste auch der Menexenos des Lysis älter gewesen sein als die Titelgestalt des Menexenos dargestellt wird). Die Vermutung, es sei ein anderer Menexenos gemeint als im Lysis, beseitigt aber den Anachronismus nur zu einem geringen Teil und hat in der Forschung kaum Anklang gefunden. Der für zeitgenössische Leser unübersehbare Anachronismus ist ein vom Autor bewusst eingesetzter Effekt.
Laut Angaben des Philosophiegeschichtsschreibers Diogenes Laertios verfasste Platons Bruder Glaukon neun Dialoge; einer davon hieß Menexenos. Auch Aristoteles schrieb ein Werk in Dialogform mit dem Titel Menexenos. Der Philosoph Antisthenes, der ein Schüler des Sokrates war und als Begründer des Kynismus gilt, gab einem seiner Dialoge den Titel Menexenos oder Über das Herrschen. Der Kirchenvater Clemens von Alexandria erwähnt einen ebenfalls Menexenos betitelten Dialog des Megarikers Philon. Vermutlich ist die Titelfigur dieser heute verlorenen Schriften mit dem Menexenos, der bei Platon auftritt, identisch.
Der französische Schriftsteller Abel Hermant publizierte 1928 den Dialog Aspasie, in dem er Menexenos zu einem der beiden Gesprächspartner machte. Menexenos ist hier kein Jüngling mehr, sondern ein Mann reifen Alters; er unterhält sich mit dem jungen Demokrates über Kurtisanen.